# Арбайтсдорф (концентрационный лагерь)
Арбайтсдорф (нем. Arbeitsdorf)— нацистский концентрационный лагерь. Создан в 1942 году в Германии близ Фаллерслебена (ныне Вольфсбург).

## История
В 1936 году немецкий автомобильный инженер Фердинанд Порше спроектировал опытный образец автомобиля, который будет по карману всем немцам. Гитлер одобрил его идею и заказал изготовление автомобиля, который был известен как KDF-Wagen, позднее известный как «Фольксваген». После одобрения Гитлером, Порше и его деловой партнёр Альберт Шпеер выстроили фабрику в Фаллерслебене, городе в 30 милях к северо-востоку от города Брауншвейга, однако из-за войны, всё производство этого завода должно было использоваться только в военных целях.
В 1942 году Порше и Шпеер начали разрабатывать проект, как они могли бы использовать узников концентрационного лагеря для более дешёвого и крупномасштабного производства автомобилей. В результате 8 апреля 1942 года был открыт новый концентрационный лагерь Арбайтсдорф, куда доставили 800 заключённых из концентрационного лагеря Нойенгамме. Команды лагерей Нойенгамме и Арбайтсдорф были объединены. Комендантом лагеря стал Мартин Вейсс. 26 апреля 1942 года в лагерь прибыли заключённые из Заксенхаузена, а 23 июня — из Бухенвальда. С середины июля 1942 года начальником лагеря стал Вильгельм Шитли, прежний шуцхафтлагерфюрер в Нойенгамме.

## Закрытие и список погибших в лагере
11 октября 1942 года, спустя шесть месяцев после открытия, производство транспортных средств было остановлено, и лагерь был закрыт. Минимум 6 заключённых погибло в Арбайтсдорфе. Причинами смерти, согласно официальным данным, были самоубийство, сердечный приступ или несчастный случай.